# 座頭市 THE LAST
『座頭市 THE LAST』（ざとういち ザ ラスト）は、2010年5月29日公開の日本映画。

## 概要
『座頭市』シリーズの「最終作」となる一本である。
これは、映像化権を持っていた製作会社「セディックインターナショナル」の代表である中澤敏明が、映像化権を原作者である子母澤寛の遺族に返上することに伴うものであり、中澤は「この先いかなるメディアでも『座頭市』を映像化することはない」と発言している。
ただし、原作者である子母澤の著作権は死後70年となる2037年までしか保護されないため、以後は誰でも自由に「座頭市」を映像化できる事になる。それゆえ「最後の座頭市」という謳い文句は宣伝以上の意味を持たない。
全国238スクリーンで公開され、2010年5月29 - 30日初日2日間で動員6万9,184人、興収8,512万8,400円になり映画観客動員ランキング（興行通信社調べ）で初登場第6位となった。

## ストーリー
最愛の妻・タネと「これで最後だから」と約束をし、市は大勢の追っ手に向かって行く。しかし、その争いの中、不運にもタネは刺され命を落としてしまう。
市は、タネとの最後の約束を守り、平穏な暮らしを求め故郷に帰り、かつての親友・柳司の家に身を寄せる。そして、仕込み杖を置く。柳司の母・ミツや息子の五郎との平穏な日々が続くかに思えたが、村は非道な天道一家に牛耳られていた。
封じ込めた仕込杖を再び手にせざるを得なくなる市。しかし、その先には更なる壮絶な運命が待ち受けていた…。

## スタッフ
- 原作：子母澤寛（『座頭市物語』より）
- 監督：阪本順治
- 脚本：山岸きくみ
- 音楽：プロジェクト和豪
- 殺陣：管原俊夫
- 製作者：亀山千広
- 企画：中沢敏明、飯島三智
- エグゼクティブプロデューサー：石原隆
- プロデューサー：前田久閑、椎井友紀子
- 製作委員会メンバー：フジテレビジョン、セディックインターナショナル、ジェイ・ドリーム、セルロイドドリームス、FNS27社

## キャスト
- 座頭市：香取慎吾
- タネ（市の妻）：石原さとみ
- 柳司（市の親友）：反町隆史
- ミツ（柳司の母）：倍賞千恵子
- 五郎（柳司の息子）：加藤清史郎
- 政吉（旅の博徒）：中村勘三郎
- 天道：仲代達矢
- 虎治（天道の一人息子）：高岡蒼甫
- トヨ（達治の妻）：工藤夕貴
- 島地：岩城滉一
- 玄吉（義足の医者）：原田芳雄
- 千（天道の用心棒）：豊原功補
- 十蔵（天道の補佐役）：ARATA
- 弥助（柳司の仲間）：ZEEBRA
- 達治（島地一家の代貸）：寺島進
- 梶原（役人）： 宇梶剛士
- 北川（梶原の上司）柴俊夫
- 大富士

## 製作
撮影は2009年3月15日から開始され、山形県庄内地方に江戸時代の町並みを再現したセットを作って行われた。
主演の香取慎吾は2008年6月から殺陣の訓練をし、また、監督の阪本順治と共に盲人会や視覚障害者用の卓球に参加して役作りを行った。
音楽を担当したのはプロジェクト和豪。阪本監督自らがCDショップでこの映画のための音楽を探し、プロジェクト和豪が抜擢された。音楽製作は撮影前から行われ、映画冒頭の竹林での撮影の時には、プロジェクト和豪が制作したデモ版を流すなど、映画に大きな影響を与えた。